# 정애리 (천문학자)
정애리는 대한민국의 천문학자, 대학 교수이다. 연세대학교 천문대기학 학사, 천문우주학 석사를 거쳐 미국 컬럼비아 대학교 천문학 박사 학위를 취득했다. 미국 전파천문대 젠스키 펠로우, 하버드 스미소니안 천체물리연구소 SMA 팔로우를 역임했고 현재는 연세대학교 천문우주학과 교수로 재직 중이다. 2010년 연세대 부임했으며, 2023년 정교수로 승진하였다.
전파망원경을 활용해 다양한 환경에 있는 은하들이 특성을 관찰하고 그 결과를 토대로 주변 환경과 은하 진화 간의 상관 관계를 분석해왔다. 또한 처녀자리은하단 환경과 은하 진화 연구를 하였다.